# Розарий (религия)

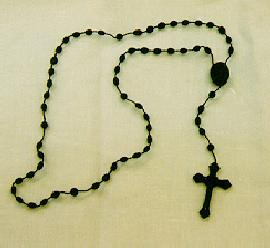
Розарий

Роза́рий (лат. rosarium — «венок из роз») — традиционные католические чётки, а также молитва (точнее — цикл молитв), читаемых по этим чёткам.

## История

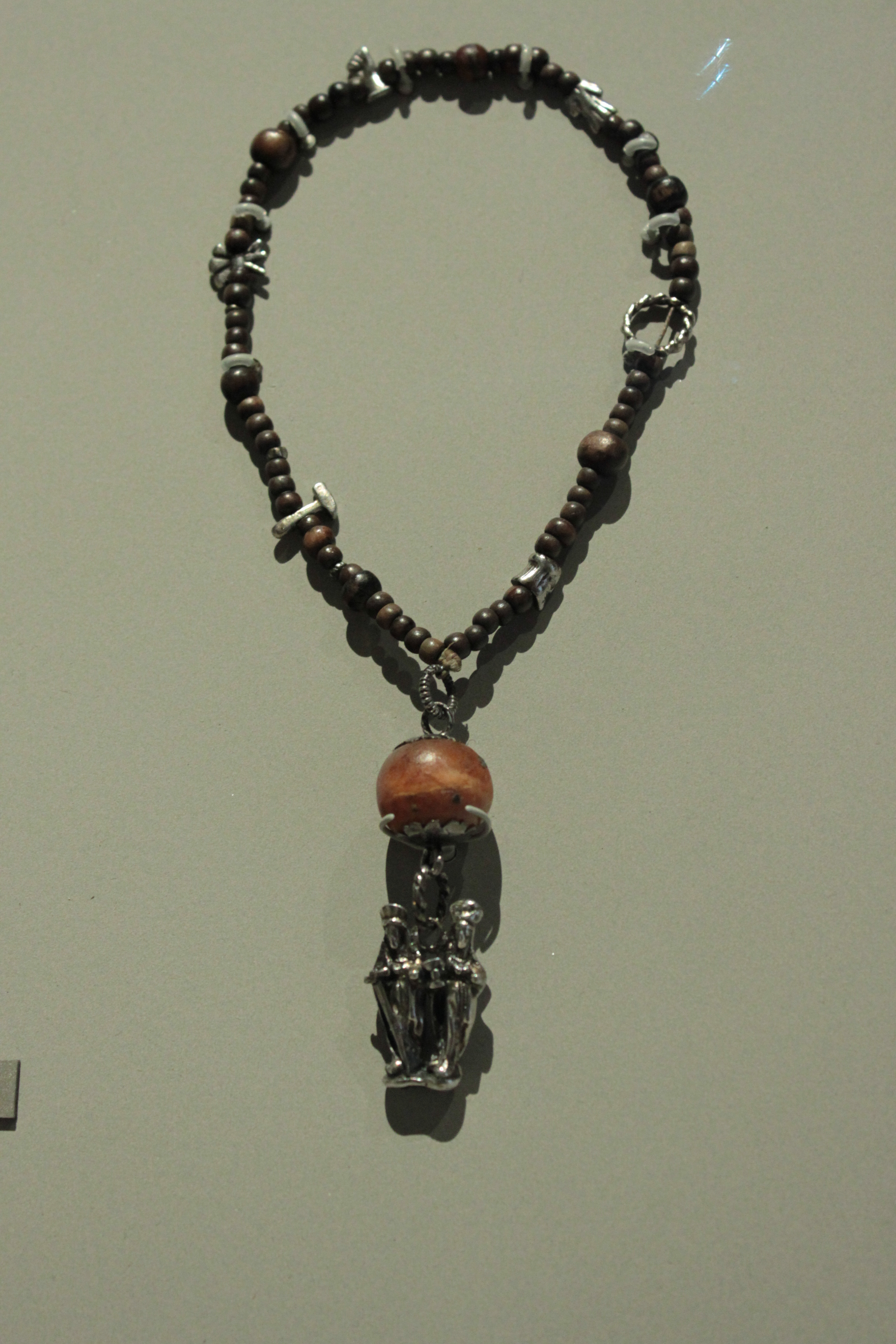
Розарий XV века (Германия)

Первые упоминания об использовании схожих с розарием молитв по чёткам в христианских монастырях относятся к IX веку. Первоначально по ста пятидесяти бусинам розария читали 150 псалмов Псалтири, и лишь впоследствии круг был разбит на десятки, разделённые большими бусинами, и вместо псалмов по нему читали «Отче наш» и «Аве Мария».
Современный вид чётки приобрели в XIII веке. Католическая традиция официально связывает их появление с явлением Девы Марии святому Доминику в 1214 году. Особую роль в распространении молитвы Розария сыграл орден доминиканцев в XV веке.
Именно с этой молитвой традиция связывает победу католической Европы над турками при Лепанто, в память о которой в 1571 году был установлен праздник «Девы Марии — Царицы Розария» (7 октября). По католическому учению Дева Мария в своих явлениях в Лурде (1858 год) и Фатиме (1917 год) подтвердила необходимость чтения Розария. После того, как Католическая церковь признала фатимские явления Девы Марии, Розарий был дополнен Фатимской молитвой.
В 2002 году Иоанн Павел II добавил к имеющимся трём группам тайн ещё одни — светлые (см. ниже), не обязательные, но рекомендованные.

## Описание

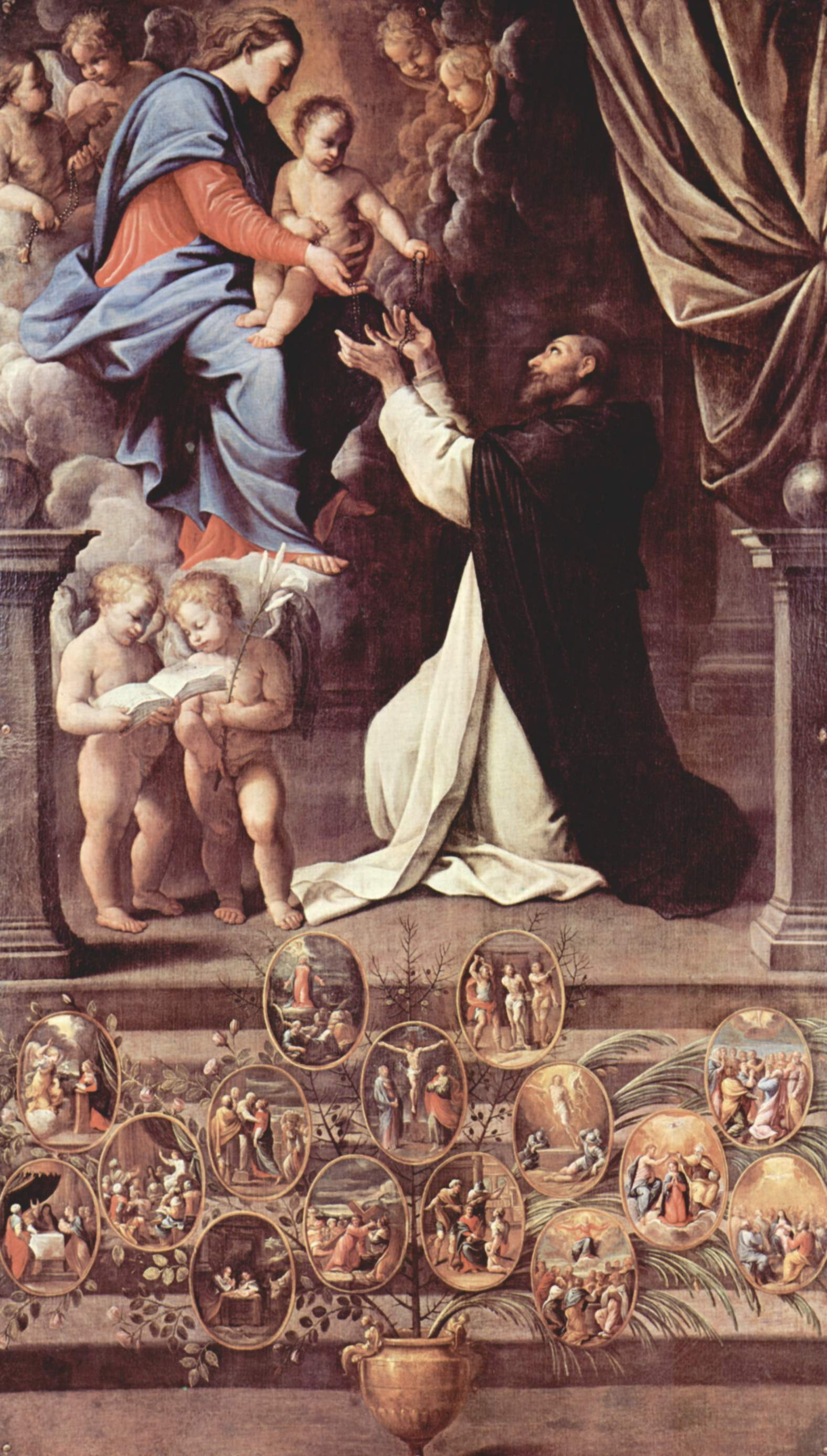
Дева Мария передаёт розарий святому Доминику. Гвидо Рени, 1596—1598

Классические чётки для Розария состоят из заключённых в кольцо пяти наборов из десяти малых бусин и одной большой, а также трёх малых, одной большой бусины, распятия (креста) и медальона. Существуют также другие, менее распространённые разновидности.
Молитва Розария, читаемая по чёткам, представляет собой чередование молитв «Отче наш», «Радуйся, Мария» и «Слава», которым должны сопутствовать размышления о тайнах, соответствующих определённым евангельским событиям.

### Виды тайн
Существуют четыре вида тайн:

Коричневый: Верую
Голубой: Отче наш
Красный: Аве Мария
Синий: Аве Мария, затем фатимская молитва
Тёмно-красный: Слава / Отче наш
Тёмно-синий: Salve Regina и крестное знамение

- Радостные (Mysteria Gaudiosa), в которых размышляют о тайне Божией любви
  - Благовещение Божией Матери (Лк. 1, 26—38)
  - Посещение Девой Марией святой Елисаветы (Лк. 1, 39—56)
  - Рождение Иисуса Христа (Лк. 2, 1—21)
  - Сретение Господне (Лк. 2, 22—40)
  - Обретение Отрока Иисуса в Иерусалимском храме (Лк. 2, 41—52)
- Светлые (Mysteria Luminosa), в которых размышляют о земном служении Христа
  - Крещение Иисуса в Иордане (Мф. 3, 13—17; Мк. 1, 9—11; Лк. 3, 21, 22)
  - Откровение Господа Иисуса о Себе Самом на брачном пиру в Кане (Ин. 2, 1—12)
  - Возвещение Царствия Божия и призыв к обращению (Мк. 1, 15)
  - Преображение на горе Фавор (Мф. 17, 1—8; Мк. 9, 2—8; Лк. 9, 28—36)
  - Установление Евхаристии (Мф. 26, 26—29; Мк. 14, 22—25; Лк. 22, 14—20)
- Скорбные (Mysteria Dolorosa), в которых размышляют о тайне Иисуса Христа, которая совершилась через распятие
  - Предсмертное борение в Гефсиманском саду (Мф. 26, 36—46; Мк. 14, 32—42; Лк. 22, 39—46)
  - Бичевание Иисуса Христа (Мф. 27, 24—26; Мк. 15, 6—15; Ин. 19, 1)
  - Увенчание терниями (Мф. 27, 27—31; Мк. 15, 16—20; Ин. 19, 2, 3)
  - Крестный путь (Мф. 27, 32—44; Мк. 15:21—32; Лк. 23, 26—43; Ин. 19, 16—27)
  - Смерть на кресте (Мф. 27, 45—56; Мк. 15, 33—41; Лк. 23, 44—49; Ин. 19, 28—37)
- Славные (Mysteria Gloriosa), в которых прославляют Христа, через которого и вместе с которым христиане стремятся к вечной жизни
  - Воскресение Иисуса Христа (Мф. 28, 1—10; Лк. 24, 1—12; Ин. 20, 1—10)
  - Вознесение Христа (Лк. 24, 50—53)
  - Сошествие Святого Духа на Апостолов (Деян. 2, 1—13)
  - Успение Пресвятой Богородицы
  - Увенчание Девы Марии небесной славой (Откр. 12, 1)

Каждый вид включает в себя по 5 тайн, таким образом, один круг Розария позволяет размышлять об одном виде тайн. Полный Розарий, включающий в себя все 4 вида тайн, состоит, следовательно, из 4 кругов.
Католики-традиционалисты читают Розарий без светлых тайн, добавленных Иоанном Павлом II. Полный Розарий без светлых тайн состоит, таким образом, из трёх кругов (150 «Ave Maria», символизирующие 150 псалмов).

### Рекомендуемый порядок чтения тайн
Розарий можно читать не полностью, а по одному виду тайн в день. Исторически сложился следующий порядок чтения тайн:
| Вид тайн  | Без светлых тайн*     | Со светлыми тайнами   |
| --------- | --------------------- | --------------------- |
| Радостные | Понедельник и четверг | Понедельник и суббота |
| Светлые   |                       | Четверг               |
| Скорбные  | Вторник и пятница     | Вторник и пятница     |
| Славные   | Среда и суббота       | Воскресенье и среда   |

- В воскресенье читают ту часть, которая соответствует периоду церковного года, в Адвент и Рождество — первая, в Великий пост — вторая, во все остальные воскресные дни года — третья.

| День недели | Без светлых тайн | Со светлыми тайнами |
| ----------- | --- | ------------------- |
| Понедельник | Радостные | Радостные           |
| Вторник     | Скорбные | Скорбные            |
| Среда       | Славные | Славные             |
| Четверг     | Радостные | Светлые             |
| Пятница     | Скорбные | Скорбные            |
| Суббота     | Славные | Радостные           |
| Воскресенье | В Адвент: радостные В Великий пост по Вербное воскресенье: скорбные В обычное время, от Пасхи по воскресенье перед Адвентом: славные | Славные             |

Розарию посвящён октябрь, в котором тайны читают последовательно:
| Вид тайн  | Без светлых тайн      | Со светлыми тайнами   |
| --------- | --------------------- | --------------------- |
| Радостные | 1 октября, 4 октября… | 1 октября, 5 октября… |
| Светлые   |                       | 2 октября, 6 октября… |
| Скорбные  | 2 октября, 5 октября… | 3 октября, 7 октября… |
| Славные   | 3 октября, 6 октября… | 4 октября, 8 октября… |

## Порядок чтения молитвы Розария
1. Совершают крестное знамение, целуют крест на чётках и читают вступительную молитву Розария.
2. Берут крест и читают Апостольский Символ веры.
3. Берут первую бусину и читают «Отче наш».
4. На трёх следующих — три раза «Радуйся, Мария». После этого — «Слава». Эти молитвы составляют вступление Розария.
5. После этого объявляют название вида тайн и первой тайны. На большой бусине читают «Отче наш», на малых десяти — «Радуйся, Мария». В конце каждой тайны произносят Славу и краткие молитвенные возгласы, например Фатимскую молитву.
6. По окончании молитвы по Розарию читают заключительные молитвы.

Порядок чтения Розария с ходом времени существенно не меняли, за одним исключением в 2002 году, когда папа Иоанн Павел II добавил (точнее, «рекомендовал», не в обязательном порядке) светлые тайны к трём исторически существовавшим: радостным, скорбным и славным.

## Однодекадные розарии

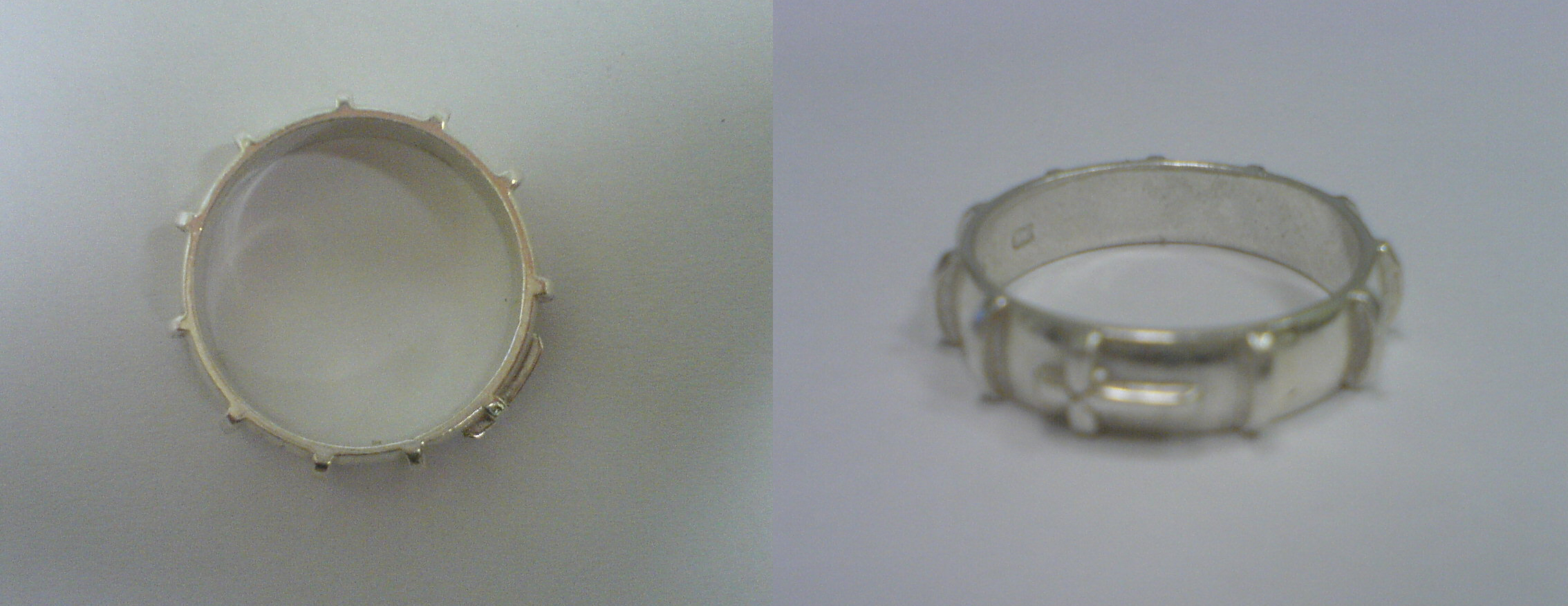
Серебряное кольцо-розарий

Во времена преследования католиков в Англии и Ирландии с 1540 по 1731 год за ношение католической атрибутики можно было получить серьёзное наказание. Вследствие этого появлялись компактные, скрытые формы розариев, такие как ирландский розарий и кольцо-розарий для скрытого ношения.
Кольца-розарии также называли «солдатскими», потому что их часто брали с собой на битву солдаты. Данный тип представляет собой кольцо с десятью отметками и крестом, что означает одну декаду розария. Подобное кольцо носят, как правило, на указательном пальце правой руки и при использовании чаще всего помещают на вторую фалангу пальца для обеспечения свободного вращения кольца. Также встречаются кольца-розарии, составленные из двух частей — собственно кольца и подвижной шины с отметками и крестом.
Особое кольцо-розарий употребляют также баски.

## Венчики
Чётки розария также используют верующие для чтения так называемых «венчиков» — особых молитв, читаемых в определённой последовательности.

## В православии
Аналогом розария в православии является Богородичное правило Серафима Саровского.
Правило подразумевает чтение 150 молитв «Богородице Дево», как в «полном» Розарии, но с другими заключительными молитвами после каждой декады. Как и в случае с Розарием, каждая декада ассоциируется с определённой тайной.
Для чтения Богородичного правила используются особые чётки из кожи, которые внешне напоминают старообрядческую лестовку, но имеют другое устройство.
Классический «западный» Розарий используется в молитвенной практике православными западного обряда.

## В геральдике

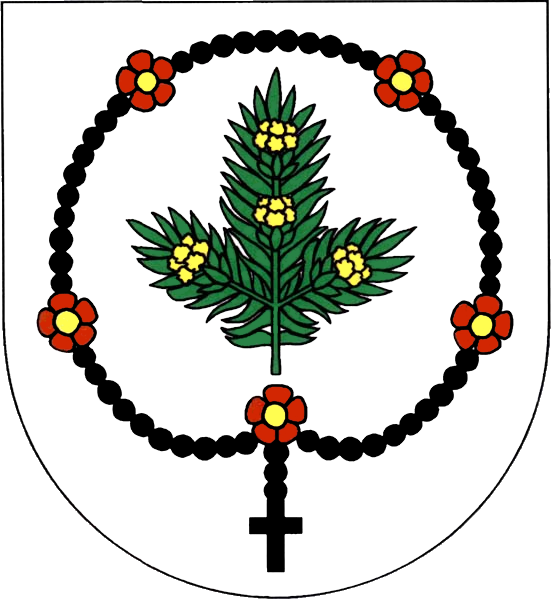
Розарий на гербе посёлка Мнишек

Розарий изображён на гербах испанских муниципалитета Вильянуэва-дель-Росарио и города Рота, чешского посёлка Мнишек (чеш. Mníšek).